# Rhipsalis burchellii
A Rhipsalis burchellii egy brazíliai epifita kaktusz.

## Jellemzői
Gazdagon elágazó hajtásrendszerű növény, hajtásai vékonyak, lecsüngők, dichotomikusan ágaznak el hajtástagjai a szegmensek végeinél. Ágai 4–10 cm hosszúak. Virágai szubtermálisak, visszahajlók, 10–12 cm hosszúak, fehérek. Termése kihegyezett piros bogyó.

## Elterjedése
Brazília: São Paulo, Paraná, Santa Catarina államok. Epifitikus lombhullató atlanti erdőkben 800 m tengerszint feletti magasságig. A Sao Paulo környéki erdőkben közönséges.

## Rokonsági viszonyai
Az Erythrorhipsalis subgenus tagja.